# Santiago Solari
Santiago Hernán Solari Poggio (Rosario; 7 de octubre de 1976) es un exfutbolista y entrenador argentino, actualmente es Director de Futbol del Real Madrid C. F. de la Primera División de España.
Como futbolista, se desenvolvía en la posición de centrocampista, principalmente como interior. Formado en las divisiones inferiores de Newell's Old Boys, debutó como profesional en River Plate en 1996, dando el salto al fútbol europeo en 1999, al fichar por el Atlético de Madrid. En 2000 es traspasado al Real Madrid, en el que permaneció cinco temporadas (2000-2005), en las que logró a nivel nacional dos Ligas y dos Supercopas; y a nivel internacional, una Liga de Campeones, una Supercopa y una Copa Intercontinental. Fue internacional absoluto con Argentina (1999-2004), sumando un gol y once partidos.

## Trayectoria como jugador

### Categorías inferiores
Surgido de las divisiones inferiores de Newell's Old Boys. En 1987, llegó a Newell's Old Boys cuando tenía 10 años hasta 1993. En 1994, estuvo unos meses formando parte del equipo del “Richard Stockton College” de Nueva Jersey. Después de su experiencia estadounidense, retornó a mediados de 1994 a su ciudad natal, para formar parte de Newell's Old Boys, donde se mantuvo hasta 1995, en que fichó por una temporada, por el también equipo rosarino Club Renato Cesarini.

### River Plate
Llegó a River Plate con 20 años de edad, a una plantilla que tenía a Enzo Francescoli como su máxima figura. Debutó en Primera División el 12 de mayo de 1996, anotando su primer gol frente a Ferro, dos fechas después de su debut. En los últimos partidos de River en el Torneo Apertura de 1996, Solari termina ganándose la titularidad y el equipo termina proclamándose campeón del torneo.
Al siguiente año, sin embargo, jugó pocos partidos como titular, entrando a los partidos (reiteradamente) desde el banquillo. Por segunda y tercera vez consecutiva, el equipo se proclamó campeón del torneo, además consiguió también la Supercopa Sudamericana 1997.
Para el año 1998, ya se había hecho con la titularidad definitivamente y destacó por ser un jugador con excelente capacidad técnica. Anotó su último gol con la camiseta de River en el clásico frente a Racing el 27 de noviembre de 1998. Con River Plate jugó un total de 100 partidos anotando 17 goles.

### Atlético de Madrid
En enero de 1999, firma con el Atlético de Madrid, coincidiendo con el mercado de fichajes invernal en Europa. Jugó su primer partido de Liga el 7 de febrero, en una derrota por 1-2 ante la U.D. Salamanca. En su segunda temporada, la 1999-2000, en la que disputa 34 partidos y anota seis goles, el equipo concluye la campaña en el puesto 19, descendiendo de categoría. En sus dos temporadas como rojiblanco, disputó un total de 54 partidos en los que marcó siete goles.

### Real Madrid
Tras el descenso del club colchonero a Segunda División, es contratado por su rival capitalino, el Real Madrid, club en el que militaba su primo, Fernando Redondo. En toda su etapa como madridista, que coincidió con el «Madrid de los Galácticos», fue uno de los jugadores habituales en las alineaciones o entrando desde el banquillo. En su segundo año, la temporada del centenario del club 2001-02, fue titular en la final de Liga de Campeones disputada en Glasgow, en la que Solari inició por banda izquierda, junto con Roberto Carlos, la jugada del gol de volea de Zidane que puso el definitivo 2-1 en el marcador, lográndose la «Novena» Copa de Europa para el club.
A lo largo de sus cinco temporadas en el club merengue, disputó 167 partidos y anotó 16 goles, logrando dos Ligas, dos Supercopas de España, una Liga de Campeones, una Supercopa de Europa y una Copa Intercontinental.

### Inter de Milán
Firmó un contrato de tres años con el Inter de Milán en el verano de 2005 por 6 millones de euros, siendo poco utilizado durante su estadía de tres años (un máximo 21 partidos en su segunda temporada) pero ganando tres títulos consecutivos de Serie A, el título de 2006 debido al escándalo de Calciopoli. Una Copa Italia y dos Supercopas de Italia se añadieron a su palmarés durante su paso por el club.

### Retorno a Sudamérica
El 30 de junio de 2008, el contrato de Solari con los nerazzurri expiró y, poco después, se unió como agente libre a San Lorenzo de Almagro gracias al empresario argentino Marcelo Tinelli. El 9 de julio del año siguiente, continuó su ciclo de trotamundos, firmando con el Atlante de México, nuevamente como jugador libre.
A principios de septiembre de 2010, Solari, de 34 años, firmó con el club uruguayo Peñarol por un año, una vez más en libertad de acción. Se retiró del fútbol profesional sólo un par de meses después.

### Selección nacional
Solari fue internacional absoluto con Argentina entre 1999 y 2004, con un total de once partidos y un solo gol. No llegó a disputar ninguna fase final con el seleccionado argentino.

## Trayectoria como entrenador

### Real Madrid
Tras su retirada como futbolista, inició su carrera como entrenador en España, en las categorías inferiores del Real Madrid. Debutó en la temporada 2013-14, dirigiendo al segundo equipo cadete y finalizando la temporada como campeón. La temporada 2014-15, entrenó al primer equipo de cadetes y volvió a conseguir el campeonato tres jornadas antes de su conclusión. En la temporada 2015-16, dirigió al segundo equipo juvenil, alzándose de nuevo con el título.

#### R.M. Castilla
En la temporada 2016-17, se hizo cargo del primer filial del club, el Real Madrid Castilla de la Segunda División B. En su segunda temporada al frente del filial, el 29 de octubre de 2018, el club anunció que se haría cargo provisionalmente de la primera plantilla del club, tras la destitución de Julen Lopetegui, si bien acabó firmando hasta 2021.

#### Primer equipo
Debutó al frente del primer equipo el 31 de octubre de 2018, ganando por 4-0 al Melilla, en la ida de dieciseisavos de Copa del Rey. Tres días después debuta en el campeonato liguero ante el Valladolid como local, con victoria por 2-0. El 22 de diciembre consiguió su primer título como entrenador merengue, tras imponerse en el Mundial de Clubes disputado en Emiratos. Sin embargo, el 11 de marzo de 2019, fue cesado como entrenador del Real Madrid, tras siete días en los que el equipo se jugaba, en su estadio, el devenir en las tres grandes competiciones de la temporada: Copa, Liga y Liga de Campeones. El equipo quedó apeado el 27 de febrero, en la vuelta de semifinales de Copa ante el Barcelona, no haciendo valer el 1-1 cosechado en la ida. Cayó tres días después en el «Clásico» de la jornada 26 de Liga, quedando a 12 puntos del liderato; y finalmente, el 5 de marzo, fue eliminado contra todo pronóstico en la vuelta de octavos de Liga de Campeones ante el Ajax de Ámsterdam, por un global de 3-5. Le sucedió en el cargo Zinedine Zidane, que volvió al club blanco nueve meses después, iniciando su segunda etapa en el banquillo.

### Club América
El 29 de diciembre de 2020, Solari se dio a conocer como nuevo entrenador del Club América tras firmar un contrato de dos años en sustitución de Miguel Herrera. Terminó su primer torneo siendo segundo de la competencia con 38 puntos y como una de las mejores ofensivas del torneo, pero su equipo fue eliminado en cuartos de final por el cuadro de Pachuca. En su segundo torneo llegó a la final de la Liga de Campeones de la Concacaf, que perdió frente a Monterrey 1-0.  Obtuvo el liderato general del torneo Guardianes 2021, pero cayó en cuartos de final contra  Pumas de la UNAM en el Estadio Azteca con marcador global 1-3, después de empatar 0-0 en el partido de ida en el Estadio Olímpico Universitario después en el 2022 tuvo el peor arranque de su estancia en el club terminado con su destitución por parte del club el 2 de marzo de 2022 luego de 8 jornadas terminando con una racha de 1-3-4 con una diferencia de gol de -6 teniendo el club su peor inicio de torneo después de años.

## Estadísticas

### En clubes
| River Plate Argentina | 1.ª           | 1996          | 9   | 1  | —  | — | —   | —  | 9   | 1  | 0,11 |
| River Plate Argentina | 1.ª           | 1996-97       | 24  | 2  | —  | — | 1   | 0  | 25  | 2  | 0,08 |
| River Plate Argentina | 1.ª           | 1997-98       | 26  | 6  | —  | — | 17  | 2  | 43  | 8  | 0,19 |
| River Plate Argentina | 1.ª           | 1998          | 16  | 5  | —  | — | 8   | 1  | 24  | 6  | 0,25 |
| River Plate Argentina | Total club    | Total club    | 75  | 14 | 0  | 0 | 26  | 3  | 101 | 17 | 0,17 |
| Atlético de Madrid · España | 1.ª           | 1999          | 12  | 1  | 2  | 0 | 2   | 0  | 17  | 1  | 0,06 |
| Atlético de Madrid · España | 1.ª           | 1999-00       | 34  | 6  | 1  | 0 | 7   | 0  | 42  | 6  | 0,14 |
| Atlético de Madrid · España | Total club    | Total club    | 46  | 7  | 3  | 0 | 9   | 0  | 59  | 7  | 0,12 |
| Real Madrid · España | 1.ª           | 2000-01       | 14  | 1  | 1  | 0 | 10  | 1  | 25  | 2  | 0,08 |
| Real Madrid · España | 1.ª           | 2001-02       | 28  | 1  | 11 | 0 | 14  | 4  | 52  | 5  | 0,10 |
| Real Madrid · España | 1.ª           | 2002-03       | 28  | 0  | 3  | 1 | 13  | 0  | 44  | 1  | 0,02 |
| Real Madrid · España | 1.ª           | 2003-04       | 33  | 5  | 10 | 2 | 9   | 2  | 52  | 9  | 0,17 |
| Real Madrid · España | 1.ª           | 2004-05       | 27  | 3  | 2  | 2 | 5   | 0  | 34  | 5  | 0,15 |
| Real Madrid · España | Total club    | Total club    | 130 | 10 | 27 | 5 | 51  | 7  | 208 | 22 | 0,11 |
| Inter de Milán · Italia | 1.ª           | 2005-06       | 13  | 3  | 7  | 2 | 6   | 0  | 26  | 5  | 0,15 |
| Inter de Milán · Italia | 1.ª           | 2006-07       | 21  | 1  | 5  | 0 | 4   | 0  | 30  | 1  | 0,03 |
| Inter de Milán · Italia | 1.ª           | 2007-08       | 5   | 0  | 5  | 1 | 5   | 0  | 15  | 1  | 0,07 |
| Inter de Milán · Italia | Total club    | Total club    | 39  | 4  | 17 | 3 | 15  | 0  | 71  | 7  | 0,10 |
| San Lorenzo Argentina | 1.ª           | 2008-09       | 26  | 4  | —  | — | 3   | 0  | 29  | 4  | 0,14 |
| CF Atlante · México | 1.ª           | 2009-10       | 29  | 4  | 2  | 0 | 3   | 0  | 34  | 4  | 0,12 |
| CF Atlante · México | 1.ª           | 2010          | 4   | 1  | —  | — | —   | —  | 4   | 1  | 0,25 |
| CF Atlante · México | Total club    | Total club    | 33  | 5  | 2  | 0 | 3   | 0  | 38  | 5  | 0,13 |
| CA Peñarol · Uruguay | 1.ª           | 2010          | 9   | 0  | —  | — | 2   | 0  | 11  | 0  | 0,00 |
| Total carrera | Total carrera | Total carrera | 358 | 44 | 49 | 8 | 109 | 10 | 516 | 62 | 0,12 |
| (1) Incluye datos de la Desempate por el primer puesto de la Primera División Argentina (2008). (2) Incluye datos de la Copa del Rey (1998-05); Supercopa de España (2001-04); Copa Italia (2005-08) y Supercopa de México (2010). (3) Incluye datos de la Copa Libertadores (1997-09); Copa Mercosur (1998); Supercopa Sudamericana (1997); Copa de la UEFA (1998-00); Liga de Campeones de la UEFA (2000-08) y Copa Intercontinental - Copa Mundial de Clubes de la FIFA (2002-09) y Copa Sudamericana (2010). (4) Media de goles por partido. No incluye datos de partidos amistosos. |               |               |     |    |    |   |     |    |     |    |      |

### Selección
| Selección          | Temporada     | Amistosos | Amistosos | Sudamérica | Sudamérica | Mundial | Mundial | Total | Total | Media goleadora |
| Selección          | Temporada     | Part.     | Goles     | Part.      | Goles      | Part.   | Goles   | Part. | Goles | Media goleadora |
| ------------------ | ------------- | --------- | --------- | ---------- | ---------- | ------- | ------- | ----- | ----- | --------------- |
| Absoluta Argentina | 1999          | 1         | 0         | —          | —          | —       | —       | 1     | 0     | 0,00            |
| Absoluta Argentina | 2000          | 1         | 1         | —          | —          | —       | —       | 1     | 1     | 1,00            |
| Absoluta Argentina | 2001          | —         | —         | —          | —          | —       | —       | 0     | 0     | 0,00            |
| Absoluta Argentina | 2002          | 3         | 0         | —          | —          | —       | —       | 3     | 0     | 0,00            |
| Absoluta Argentina | 2003          | 4         | 0         | —          | —          | —       | —       | 4     | 0     | 0,00            |
| Absoluta Argentina | 2004          | 1         | 0         | 1          | 0          | —       | —       | 2     | 0     | 0,00            |
| Absoluta Argentina | Total         | 10        | 1         | 1          | 0          | 0       | 0       | 11    | 1     | 0,09            |
| Total carrera      | Total carrera | 10        | 1         | 1          | 0          | 0       | 0       | 11    | 1     | 0,09            |

### Resumen estadístico
| Competición           | Partidos | Goles | Promedio |
| --------------------- | -------- | ----- | -------- |
| Primera División      | 358      | 44    | 0,12     |
| Copas nacionales      | 49       | 8     | 0,16     |
| Copas internacionales | 109      | 10    | 0,09     |
| Selección absoluta    | 11       | 1     | 0,09     |
| Total                 | 527      | 63    | 0,12     |

### Entrenador
| Castilla C. F. · España | 2ªB           | 2016-17       | 38  | 13 | 12 | 13 | - | 43  | 47  | -4  | 44.74% |
| Castilla C. F. · España | 2ªB           | 2017-18       | 38  | 14 | 13 | 11 | - | 53  | 37  | +16 | 48.24% |
| Castilla C. F. · España | 2ªB           | 2018-19       | 10  | 5  | 4  | 1  | - | 16  | 8   | +8  | 63.33% |
| Castilla C. F. · España | Total         | Total         | 86  | 32 | 29 | 25 | - | 112 | 92  | +20 | 48.45% |
| Real Madrid C. F. · España | 1.ª           | 2018-19       | 32  | 22 | 2  | 8  | 1 | 71  | 37  | +34 | 70.83% |
| Real Madrid C. F. · España | Total         | Total         | 32  | 22 | 2  | 8  | 1 | 71  | 37  | +34 | 70.83% |
| América · México | 1.ª           | Clausura 2021 | 22  | 14 | 3  | 5  | - | 35  | 22  | +13 | 68.19% |
| América · México | 1.ª           | Apertura 2021 | 21  | 11 | 6  | 4  | - | 24  | 14  | +10 | 61.9%  |
| América · México | 1.ª           | Clausura 2022 | 8   | 1  | 3  | 4  | - | 9   | 12  | -3  | 28.58% |
| América · México | Total         | Total         | 51  | 26 | 12 | 13 | - | 68  | 48  | +20 | 60%    |
| Total carrera | Total carrera | Total carrera | 169 | 80 | 43 | 46 | 1 | 250 | 176 | +74 | 56.15% |
| (1) Incluye datos de la Primera División, Copa del Rey, Liga de Campeones, Liga MX, Campeón de Campeones y Liga de Campeones de la Concacaf. |               |               |     |    |    |    |   |     |     |     |        |

## Palmarés

### Como jugador

#### Títulos nacionales
| Título              | Club              | País      | Año     |
| ------------------- | ----------------- | --------- | ------- |
| Primera División    | River Plate       | Argentina | 1996-A  |
| Primera División    | River Plate       | Argentina | 1997-C  |
| Primera División    | River Plate       | Argentina | 1997-A  |
| La Liga             | Real Madrid C. F. | España    | 2000-01 |
| Supercopa de España | Real Madrid C. F. | España    | 2001    |
| La Liga             | Real Madrid C. F. | España    | 2002-03 |
| Supercopa de España | Real Madrid C. F. | España    | 2003    |
| Serie A             | Inter de Milán    | Italia    | 2005-06 |
| Copa Italia         | Inter de Milán    | Italia    | 2005-06 |
| Supercopa de Italia | Inter de Milán    | Italia    | 2005    |
| Serie A             | Inter de Milán    | Italia    | 2006-07 |
| Supercopa de Italia | Inter de Milán    | Italia    | 2006    |
| Serie A             | Inter de Milán    | Italia    | 2007-08 |

#### Títulos internacionales
| Título                       | Club              | Sede      | Año     |
| ---------------------------- | ----------------- | --------- | ------- |
| Copa Libertadores            | River Plate       | Argentina | 1996    |
| Supercopa Sudamericana       | River Plate       | Argentina | 1997    |
| Liga de Campeones de la UEFA | Real Madrid C. F. | Escocia   | 2001-02 |
| Supercopa de la UEFA         | Real Madrid C. F. | Mónaco    | 2002    |
| Copa Intercontinental        | Real Madrid C. F. | Japón     | 2002    |

### Como entrenador

#### Títulos internacionales
| Título                       | Club              | Sede                   | Año  |
| ---------------------------- | ----------------- | ---------------------- | ---- |
| Mundial de Clubes de la FIFA | Real Madrid C. F. | Emiratos Árabes Unidos | 2018 |

## Vida privada
Nacido el 7 de octubre de 1976 en Rosario, Provincia de Santa Fe y miembro de una familia de deportistas, su padre Eduardo Solari y su tío Jorge "El Indio" Solari (de quién tomó el apodo "El Indiecito"), fueron célebres jugadores de los años 1960 y 1970 en Argentina. Sus hermanos Esteban y David Solari y su primo Augusto Solari, aunque con menos fortuna, también hicieron carrera en el mundo del balompié. Su hermana es la actriz y modelo Liz Solari.
Santiago, al igual que numerosos argentinos, tiene ascendencia española de Galicia. Su abuela era originaria de la aldea A Abelaira, de la parroquia de San Romao de Acedre, en el municipio de Pantón, al sur de la Provincia de Lugo. Vivió sus primeros años de vida en Colombia juntó con Esteban, mientras que David y Liz nacieron en el país cafetero cuando su padre Eduardo era entrenador del Junior de Barranquilla.